# Joanot Martorell
Joanot Martorell (n. 1413, Valencia, Coroana Aragonului – d. 1465, Valencia, Coroana Aragonului) a fost un scriitor și cavalier Catalan. Este autorul romanului Tirant lo Blanc.